# Hololepta strigilata
Hololepta strigilata är en skalbaggsart som beskrevs av Schmidt 1889. Hololepta strigilata ingår i släktet Hololepta och familjen stumpbaggar. Inga underarter finns listade i Catalogue of Life.